# Georg Karl von Seuffert
Georg Karl von Seuffert (* 15. Oktober 1800 in Würzburg; † 28. Dezember 1870 in Nürnberg) war ein deutscher Jurist.

## Leben
Georg Karl von Seuffert war der vierte von sechs Söhnen des Geheimen Rat Johann Michael von Seuffert und dessen Ehefrau Apollonia (* 2. November 1771 in Würzburg; † 29. Mai 1832 in München), eine Tochter des Würzburger Bürgermeisters Franz Joseph Oehninger (1749–1807). Seine namentlich bekannten Geschwister waren:
- Georg Josef (1793–1864), Bezirksgerichtsdirektor, Ehrenbürger von Würzburg;
- Johann Adam (1794–1857), Professor des Rechts an der Julius-Maximilians-Universität und später Appellationsgerichtsrat, Ehrenbürger in Würzburg;
- Dorothea (1807–1873) ⚭ Heinrich Gustav Christoph Freiherr von Drechsel auf Teuffstetten (1806–1889), bayerischer Oberstleutnant.

## Karriere
Seuffert besuchte das Alte Gymnasium seiner Geburtsstadt und wurde am 1. September 1817 an der Universität Würzburg immatrikuliert und studierte Rechtswissenschaften, Mathematik und Astrologie; 1823 belegte er von sämtlichen Kandidaten den ersten Platz der Staatskonkurses. Nach Beendigung des Studiums erhielt er 1822 eine Anstellung als Sekretär des Bayerischen Landtages, in dem sein Vater Präsident war.
Er erlangte am 23. Juli 1822 mit seiner Dissertation de eo, quod justum est circa de in rem verso actionem seinen Doktor der Rechte.
Im Juli 1823 wurde er Rechtspraktikant beim Landgericht Weyhers und erhielt die Referate des bürgerlichen und des peinlichen Rechts sowie das Administrations-Fach übertragen und war namentlich in der Durchführung des Hypothekengesetzes vom 1. Juni 1822 (Einführung des Hypothekenbuches, in dem die Belastungen eines Grundstücks niedergeschrieben wurden) eingesetzt. Im Frühjahr 1824 wurde er, auf Bitte seines Vaters, als Ratsakzess beim Appellationsgericht für den Untermainkreis eingestellt, obwohl bereits die festgesetzte Zahl von Akzessisten erfüllt war, die Anstellung erfolgte jedoch mit Rücksicht auf die in der Konkursprüfung errungene Note der Auszeichnung und auf die Verdienste seines Vaters.
Er wurde am 22. Juni 1826 als Kreis- und Stadtgerichtsassessor in Schweinfurt angestellt; in dieser Stellung erfolgte am 26. März 1830 seine Versetzung nach Würzburg, diese Versetzung wurde jedoch auf seine Bitte hin, mit dem Reskript vom 29. Juni 1830 wieder zurückgenommen, so dass er wieder nach Schweinfurt kam. 1833 wurde er zum Rat ernannt und 1837 zum Direktor des Kreis- und Stadtgerichts in Schweinfurt befördert. Am 24. Mai 1843 erfolgte seine Ernennung zum 1. Direktor beim Kreis- und Stadtgericht sowie am Handelsappellationsgericht Nürnberg. 1853 wurde er damit beauftragt, einen Entwurf für eine neue Zivilprozessordnung auszuarbeiten; für die Dauer dieser Arbeit wurde er der Leitung des Gerichts enthoben, die nun der 2. Direktor übernahm. 1855 hatte er den Entwurf vollendet; dieser wurde noch im selben Jahr gebilligt. Eine Rückkehr in seine frühere Stellung oder der Einsatz in einer ähnlichen Position wurde ihm jedoch verweigert; vielmehr wurde er im königlichen Erlass vom 17. Juli 1856 als derjenige Rechtsgelehrte bezeichnet, welcher als Mitglied der bei der Bundesversammlung zu bildenden Kommission zum Zwecke der Entwerfung eines allgemeinen deutschen Handelsgesetzbuchs einzutreten habe. Gemäß ihrem Bundesbeschluss vom 18. Dezember 1856 trat die Kommission am 15. Januar 1857 in Nürnberg zusammen. Gemeinsam mit Bürgermeister Maximilian von Wächter war er nun vorab mit den Vorbereitungen zur Aufnahme der Kommissionsmitglieder sowie der Organisation der Konferenz-Sitzungen beschäftigt. Im Rahmen dieser Tätigkeit nahm er in der Zeit vom 26. April 1858 bis 22. August 1860 auch an den Verhandlungen zum Seerecht in Hamburg teil und war hierbei der einzige Repräsentant deutscher Binnenstaaten. Die Konferenz in Nürnberg endete nach 589 Sitzungstagen am 12. März 1861, nachdem die 3. Lesung beschlossen worden war. Der Beschluss zum Seerecht fand auf dem Juristentag in Berlin statt, an dem er auch auf Wunsch seines Justizministers Karl von Mulzer teilnahm.
In dieser Zeit war er mit Reskript vom 29. Juli 1857 zum zweiten Direktor am Appellationsgericht der Oberpfalz und von Regensburg befördert worden, durfte seinen Dienst jedoch erst mit Beendigung der Handelsgesetzbuch-Konferenz antreten; am 10. März 1860 wurde er, mit der gleichen Bestimmung, zum 1. Direktor am Appellationsgericht von Niederbayern in Passau befördert. Diese Stelle trat er dann im Juli 1861 an. Mit Reskript vom 21. April 1862 wurde er zum Präsidenten des zum 1. Juli 1862 in Nürnberg neu zu errichtenden Handelsappellationsgericht für die sieben diesrheinischen Kreise Bayerns ernannt.
Im Frühjahr wurde er von der Stadt Nürnberg zum Abgeordneten für den Landtag gewählt; allerdings schlug er die Wahl aus, weil er diese Stellung im Widerspruch zu seinen Amtspflichten sah.
Von März bis Juni 1861 bearbeitete er in Nürnberg den Entwurf des bayerischen Einführungsgesetzes zum allgemeinen deutschen Bürgerlichen Gesetzbuches. Hierbei wurde er durch damaligen Bezirksgerichtsrat und späteren Staatsminister Johann von Lutz unterstützt, der bereits bei den Beratungen zum Handelsgesetzbuch Protokollführer gewesen war.
Er schrieb mehrere Abhandlungen über die Eigentümlichkeiten der fränkischen Provinzial- und Partikularrechte in Blätter für Rechtsanwendung, die von seinem Bruder Johann Adam von Seuffert herausgegeben wurden.
Er betrieb auch mathematische und astronomische Studien. 1857 brachte er eine Übersetzung einer Arbeit von Jean-Baptiste le Rond d’Alembert aus dem Jahre 1749 heraus, die sich mit der Präzissions- und Nutationsbewegung der Erdachse befasste.
Im Oktober 1826 heiratete er die Bankierstochter Kordula Hohwiesner († 1846) in Frankfurt. Gemeinsam hatten sie sieben Kinder, von denen der erste, im April 1833 geborene, Sohn im Alter von sechs Jahren verstarb:
- Therese ⚭ Karl Thoussaint, Staatsanwalt am Bezirksgericht Amberg
- Kathinka
- Ludwig (1840–1865), Assistenzarzt im Juliusspital in Würzburg, verstarb an einer Blutvergiftung
- Heinrich, Förster
- Georg, Offizier im 14. Infanterie-Regiment
- Anna

Taufpate seines zweiten Sohnes war König Ludwig I.

## Mitgliedschaften
Er beschäftigte sich in seiner Jugend mit Musik (Klavier, Fagott, Cello) und wurde in Würzburg im Collegium musicum academicum als Mitglied aufgenommen. Das Collegium musicum academicum wurde 1797 durch Franz Joseph Fröhlich gegründet, daraus entstand die heutige Hochschule für Musik Würzburg.

## Ehrungen
- Am 18. Januar 1839 ernannte ihn die Stadt Schweinfurt zum Ehrenbürger.
- Er erhielt am 1. Januar 1840 das Ritterkreuz des Orden vom Heiligen Michael.
- Die Stadt Nürnberg erteilte ihm das Ehrenbürgerrecht am 1. November 1857.
- Am 10. April 1861 erhielt er das Ritterkreuz des Zivilverdienstordens der bayerischen Krone und am gleichen Tag das Komturkreuz II. Klasse des Nassauischen Militär- und Zivilverdienstordens.
- Am 9. 1861 April wurde ihm das Komturkreuz des österreichischen Franz-Joseph-Ordens verliehen.
- Am 1. Mai 1861 erhielt er den preußischen Roten Adlerorden III. Klasse.
- Am 29. März 1864 wurde er mit dem Komturkreuz des Ordens vom Heiligen Michael ausgezeichnet.
- Im Nürnberger Ortsteil Steinbühl wurde eine Straße nahe der Christuskirche nach ihm benannt.

## Schriften (Auswahl)
- Dissertatio inauguralis juridica de eo, quod justum est circa de in rem verso actionem. Würzburg, 1822.
- Ueber die Nothwendigkeit und die Wirkung der Einführung des größeren Fabrikbetriebes im Bereiche der sogenannten Nürnberger Gewerbe. München Dr. C. Wolf & Sohn 1855.
- Jean LeRond d' Alembert, Georg Karl Leopold Seuffert: Untersuchungen über die Präcession der Nachtgleichen und über die Nutation der Erdaxe nach Newton's Systeme. Nürnberg Korn 1857.
- Statistik des Getreide- und Viktualien-Handels im Königreiche Bayern mit Berücksichtigung des Auslandes. München: Weiß 1857.
- Streitfragen aus den Erkenntnissen des Obersten Gerichtshofes des Königreichs Bayern in Competenzconflicten zwischen den Gerichten und Verwaltungs-Behörden, vom Jahre 1851 bis zum Schlusse des Verwaltungsjahres 1857/58. München, Giel, 1858.